# Équipe du Bhoutan de futsal
Maillots
L'équipe du Bhoutan de futsal est une sélection des meilleurs joueurs bhoutanais sous l'égide de la Fédération du Bhoutan de football. 
Son stade pour les rencontres officielles est le Futsal pitch situé à Thimphu.

## Histoire
L'équipe du Bhoutan de futsal dispute son premier match en 2005 au Vietnam lors de la Coupe d'Asie de Futsal (AFC Futsal Championship). 
L'équipe du Bhoutan de futsal participe aux Jeux d'Asie Intérieur et des Arts Martiaux de 2013 en Corée du Sud.

## Maillots
Extérieur
| 2005-2013 |

## Palmarès
Le palmarès du Bhoutan est vierge.

### Parcours enCoupe du monde de futsal
- 1989 à 2016 : Non inscrit

### Parcours enCoupe d'Asie des nations de futsal
- 1999 à 2004 : Non inscrit
- 2004 : Deuxième tour
- 2006 à 2014 : Non inscrit

### Parcours auxJeux d'Asie Intérieur et des Arts Martiaux
- 2005 à 2009 : Non inscrit
- 2013 : Perd ses 2 rencontres

## Matchs du Bhoutan de Futsal par adversaire
| Date         | Lieu                 | Équipe  | Résultat | Adversaire  |
| ------------ | -------------------- | ------- | -------- | ----------- |
| 23 mai 2005  | Ho Chi Minh Vietnam  | Bhoutan | 2 - 27   | Iran        |
| 25 mai 2005  | Ho Chi Minh Vietnam  | Bhoutan | 2 - 14   | Liban       |
| 26 mai 2005  | Ho Chi Minh Vietnam  | Bhoutan | 1 - 13   | Koweït      |
| 28 mai 2005  | Ho Chi Minh Vietnam  | Bhoutan | 1 - 3    | Philippines |
| 30 mai 2005  | Ho Chi Minh Vietnam  | Bhoutan | 3 - 6    | Vietnam     |
| 31 mai 2005  | Ho Chi Minh Vietnam  | Bhoutan | 4 - 10   | Irak        |
| 26 juin 2013 | Incheon Corée du Sud | Bhoutan | 1 - 29   | Thaïlande   |
| 28 juin 2013 | Incheon Corée du Sud | Bhoutan | 0 - 16   | Malaisie    |

### Bilan
| Rang | Équipe | Pts | J | G | N | P | Bp | Bc  | Diff |
| ---- | ------ | --- | - | - | - | - | -- | --- | ---- |
| #    | Bhutan | 0   | 8 | 0 | 0 | 8 | 14 | 118 | -104 |

### Nations rencontrées
| Adversaire  | Joués | Victoires | Matchs nuls | Défaites | Buts pour | Buts contre |
| ----------- | ----- | --------- | ----------- | -------- | --------- | ----------- |
| Iran        | 1     | 0         | 0           | 1        | 2         | 27          |
| Liban       | 1     | 0         | 0           | 1        | 2         | 14          |
| Koweït      | 1     | 0         | 0           | 1        | 1         | 13          |
| Philippines | 1     | 0         | 0           | 1        | 1         | 3           |
| Vietnam     | 1     | 0         | 0           | 1        | 3         | 6           |
| Irak        | 1     | 0         | 0           | 1        | 4         | 10          |
| Thaïlande   | 1     | 0         | 0           | 1        | 1         | 29          |
| Malaisie    | 1     | 0         | 0           | 1        | 0         | 16          |

### Les 2 meilleurs buteurs
| Rang | Joueur           | Buts | Sél. | Première sélection | Dernière sélection |
| ---- | ---------------- | ---- | ---- | ------------------ | ------------------ |
| 1    | Passang Tshering | 3    | 6    | 2005               | 2005               |
| 2    | Dawa Dhendup     | 1    | 2    | 2013               | 2013               |

## Sélectionneur de l'équipe du Bhoutan de Futsal
Mise à jour le 13 janvier 2016.
| Sélectionneur | Période   | Matchs | Gagnés | Nuls | Perdus | Gagnés % |
| ------------- | --------- | ------ | ------ | ---- | ------ | -------- |
| Pema Dorji    | 2005-2013 | 8      | 0      | 0    | 8      | 0        |